# 쿠르스크현

쿠르스크현의 문장

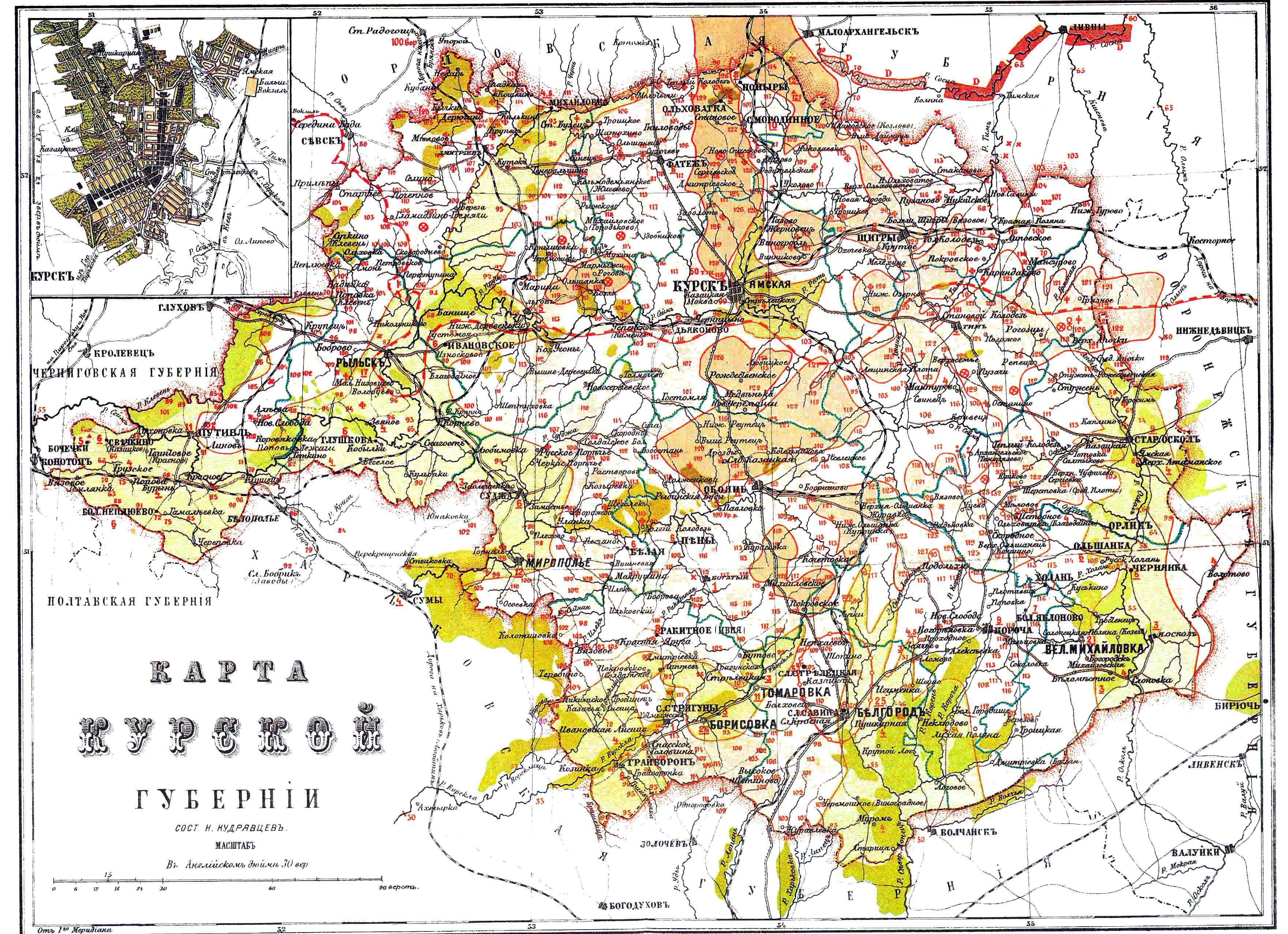
쿠르스크현의 지도

쿠르스크현 (1914)

쿠르스크현(러시아어: Курская губерния)은 1796년부터 1928년까지 존재했던 러시아 제국의 현으로 현도는 쿠르스크이며 면적은 46,455km2, 인구는 3,256,600명(1914년 당시 기준)이다. 현재의 러시아 쿠르스크주와 벨고로드주에 걸쳐 있었다.